# Raegan Revord
Raegan Revord, född 3 januari 2008 i San Diego, är en amerikansk skådespelare.
Revord har bland annat medverkat i TV-serien Young Sheldon. Hon har även medverkat i filmen Wish Upon.

## Filmografi (i urval)
- 2017 – Wish Upon
- 2017–2024 – Young Sheldon (TV-serie)